# Classe Sinpo-C
La classe Sinpo-C est une classe de sous-marins construite en Corée du Nord pour la marine populaire de Corée. Il s'agit du plus grand sous-marin jamais conçu et construit pour la marine populaire coréenne.

## Conception
En septembre 2016, les analystes de 38 North ont signalé un objet de 10 mètres de diamètre détecté sur des images satellite du chantier naval nord-coréen Sinpo Sud, croyant que l’objet pourrait être un gabarit de construction ou éventuellement la coque pressurisée d’un nouveau sous-marin.
Les services de renseignement américains ont détecté un nouveau sous-marin en construction à Sinpo qui était considéré comme un successeur probable du Sinpo-B (ou classe Gorae) et l’ont désigné Sinpo-C. Il avait un déplacement estimé à plus de 2000 tonnes en immersion et une largeur de 11 mètres. 38 North a également détecté des signes de construction d’un sous-marin et des images satellites prises le 5 novembre 2017 indiquent un diamètre de 7,1 mètres.
Le Tokyo Shimbun a rapporté en septembre 2017 que le nouveau sous-marin nord-coréen en construction devait déplacer 3000 tonnes et avoir une propulsion indépendante de l'air. Toujours en septembre 2017, Sekai Nippo a également fait état d’un sous-marin de 3000 tonnes et a ajouté qu’il était à propulsion nucléaire.
Le sous-marin lanceur d'engins (SSB) Sinpo-C et le sous-marin expérimental lanceur d’engins (SSBA) de classe Sinpo ont été construits dans le chantier naval Sinpo Sud.
Chosun Ilbo a annoncé le 5 avril 2019 qu’un sous-marin lanceur de missiles balistiques de 3000 tonnes était en cours de construction à Sinpo,. Les images satellite de mars et avril 2019 du chantier naval Sinpo indiquaient que la construction du sous-marin était toujours en cours.
En septembre 2023, le premier sous-marin de la classe, le Héros Kim Kun Ok, a été nommé d’après le commandant supposé des forces navales de l'Armée populaire de Corée lors de l’engagement de 1950 que les nord-coréens appellent la bataille de Chumunjin.
Les médias sud-coréens ont suggéré que la Corée du Nord avait réussi à désosser ou à modifier l’une des anciennes coques de Golf-II importées par la Corée du Nord au début des années 1990. Cependant, une analyste dans 38 North n’est pas d’accord avec la théorie de la conversion d’un Golf-II, car une telle coque n’a pas encore été identifiée.
Bien qu’un sous-marin de type 033 soit le sous-marin en cours de conversion au chantier naval Sinpo Sud, un tel sous-marin, qui avait initialement un déplacement de 1830 tonnes, a peu de chances de devenir un sous-marin de 3000 tonnes en agrandissant le kiosque pour y ajouter des tubes de lancement de missiles, car les images publiées ne montrent pas que le sous-marin soit en train d’être élargi en longueur. Un sous-marin de classe Golf, cependant, correspondrait à la description d’un sous-marin de 3000 tonnes, ce qui est nettement plus grand que le sous-marin de type 033 qui est le seul sous-marin connu en cours de reconstruction.
Le sous-marin nommé Héros Kim Kun Ok a été dévoilé par KCNA le 8 septembre 2023 en tant que sous-marin modifié de classe Romeo. Ayant à l’origine trois tubes lance-missiles pendant sa construction, le sous-marin une fois terminé possède derrière le kiosque un compartiment de missiles plus grand, avec dix tubes de lancement verticaux disposés sur deux rangées de cinq. Les quatre premiers sont plus grands pour abriter des SLBM comme les Pukguksong-1/KN-11, Pukguksong-3 et Hwasong-11S/KN-23, et les six autres plus petits abritent des missiles de croisière lancés par sous-marin Hwasal-2. Kim Jong-un a déclaré qu’il était prévu que l’ensemble de la flotte nord-coréenne de 20 sous-marins de classe Romeo soit convertie en sous-marins lance-missiles, mais on ne sait pas combien de sous-marins sont viables pour être modernisés, ni combien de temps cela pourrait prendre,.
Un autre rapport sud-coréen affirme que la Corée du Nord développe également un sous-marin plus grand, d’environ 4000 à 5000 tonnes. Cette masse correspondrait à la catégorie d’un sous-marin nucléaire, ce qui avait été un objectif déclaré par Kim Jong-Un au Huitième congrès du Parti du travail de Corée.